# Kriegschiffregruppe
Die Kriegschiffregruppe (nicht offiziell auch Dechiffrierdienst genannt) war ein österreich-ungarischer militärischer Nachrichtendienst mit dem Auftrag der Entzifferung. Sie war eine von fünf Abteilungen der Nachrichtenabteilung des Hauptquartiers in Baden bei Wien. Die Kriegschiffregruppe wurde von Hermann Pokorny geleitet.
Die Gruppe gliederte sich wie folgt:
- Italien (Major Andreas Figl; später Oberst)[2]
- Rumänien (Hauptmann Kornelius Savu)
- Russland (Hauptmann Viktor von Marchesetti)

Insbesondere gegen Russland war die Kriegschiffregruppe erfolgreich. So trug sie zu einem guten Lagebild über die Aufbauorganisation des russischen Feldheeres bei. Bereits ab September 1914 konnte die russische Verschlüsselung entziffert werden.